# Siemens Gamesa
La Siemens Gamesa Renewable Energy, S.A., fino al 2017 Gamesa Corporación Tecnológica, S.A. e originariamente Grupo Auxiliar Metalúrgico, S.A., è un'azienda multinazionale di nuove tecnologie applicate in settori emergenti: robotica, microelettronica, materiali composti.
La sua filiale Gamesa Aeronáutica è specializzata in ingegneria, fabbricazione di grandi strutture o parti complete di aerei e elicotteri.

## Storia
Nel 1994 nasce Gamesa Eólica, impresa che si occupava di aerogeneratori, con anche attività di promozione e costruzione di parchi eolici cominciata nel 1995.
Gamesa è tra le prime aziende promotrici di energia eolica in 13 paesi.
Il 31 ottobre 2000 è entrata in borsa.
Il 3 aprile 2017 si concretizza la fusione tra Gamesa e Siemens Wind Power, con la nascita di Siemens Gamesa.
Il 10 ottobre 2022 un prototipo di turbina eolica ha segnato il record mondiale della produzione di questo tipo di energia, generando 359 MWh in un periodo di 24 ore.
Nel 2022 la società ha registrato una perdita annuale di 940 milioni di euro, ha annunciato tagli alla spesa e la riduzione di 2.900 posti di lavoro (l'11% della forza lavoro dell'azienda).
Al 2023 la turbina più potente di Siemens Gamesa è il modello SG 14-236 DD con una pala lunga 115 metri, un rotore di diametro 235 e una potenza installata di 14 megawatt.
Il 12 giugno 2023 l'assemblea straordinaria degli azionisti ha approvato una riduzione di capitale, rendendo Siemens Energy Global GmbH & Co. KG l'unico azionista della società

## Sedi (parziale)
- Zamudio, Sede e Onshore
- Madrid, Onshore
- Amburgo, Offshore
- Aalborg, On- e Offshore
- Ágreda, Onshore-Maschinenhäuser
- Sarriguren, Onshore
- As Somozas in Ferrol, Onshore
- Brande di Herning, Onshore
- Brema, Service
- Cuxhaven, Offshore[5]
- Eemshaven, Offshore[6]
- Engesvang di Silkeborg, Onshore[7]
- Fort Madison, Onshore
- Hutchinson, Onshore
- Hull, Offshore
- Ølgod, Onshore
- Shanghai, Onshore
- Singapore, Onshore
- Tanger, Onshore[8]
- Tillsonburg (Ontario), Onshore[9]
- Vejle, Offshore